# Internationella textil-, beklädnads- och läderarbetarefederationen
Internationella textil- och beklädnadsarbetarefederationen är en facklig yrkesinternational som grundades 1970 i Folkstone, England genom en sammanslagning av Internationella sko- och läderarbetareunionen och Internationella textil- och beklädnadsarbetarefederationen. Den har över 200 anslutna organisationer i över 100 länder.

## Historia
- 1970 bildades organisationen genom en sammanslagning av federationen för textil- och beklädnadsarbetare respektive unionen för sko- och läderarbetare och dess säte blev London.
- 1972 hölls den kontituerande kongressen i Amsterdam och federationens säte flyttades från London till Bryssel.
- 1973 utlystes en internationell bojkott mot Farah Manufacturing ett amerikanskt företag som vägrade godkänna föreningsrätten.
- 1974 inrättades en fond för att bygga upp den fackliga rörelsen i Portugal. Man ville på så sätt medverka till höjda löner i Portugal, eftersom exporten därifrån hotade sysselsättningen inom teko i Nord- och Västeuropa.
- 1977 bojkottades J P Stevens för anti-facklig aktivitet i USA.
- 1984 utsågs svensken Karl-Erik Persson till ordförande. Han innehade posten fram till 1988.
- 1993 bojkottades mattor från Indien, Pakistan och Nepal p.g.a. det omfattande barnarbetet i de länderna.
- 2005 leder en mångårig kampanj till att de stora klädfirmorna börjar offentliggöra sina leverantörsfabriker.